# Gojevići (Czarnogóra)
Gojevići (cyr. Гојевићи) – wieś w Czarnogórze, w gminie Bijelo Polje. W 2011 roku liczyła 26 mieszkańców.